# Домб'є
До́мб'є (пол. Dąbie) — місто в центральній Польщі, в Кольському повіті Великопольського воєводства, на річці Нер.

## Демографія
Демографічна структура станом на 31 березня 2011 року:
|          | Загалом | Допрацездатний вік | Працездатний вік | Постпрацездатний вік |
| -------- | ------- | ------------------ | ---------------- | -------------------- |
| Чоловіки | 1009    | 175                | 741              | 93                   |
| Жінки    | 1080    | 205                | 615              | 260                  |
| Разом    | 2089    | 380                | 1356             | 353                  |